# Лебеденко (село)
Лебеде́нко (рум. Lebedenco) — село в Кагульском районе Молдавии. Является административным центром коммуны Лебеденко, включающей также сёла Хутулу и Урсоая.

## История
До 1957 года село носило название Новые Кирганы (молд. Кирханий-Ной). Современное название получило в честь советского военачальника Никиты Федотовича Лебеденко, проведшего в селе детство и юность.

## География
Село расположено на высоте 159 метров над уровнем моря.

## Население
По данным переписи населения 2004 года, в селе Лебеденко проживает 796 человек (386 мужчин, 410 женщин).
Этнический состав села:
| Национальность | Число жителей | Процентный состав |
| -------------- | ------------- | ----------------- |
| молдаване      | 330           | 41.46             |
| украинцы       | 310           | 38.94             |
| болгары        | 74            | 9.3               |
| русские        | 61            | 7.66              |
| гагаузы        | 16            | 2.01              |
| прочие         | 5             | 0.63              |
| Всего          | 796           | 100 %             |